# UR-416装甲兵員輸送車

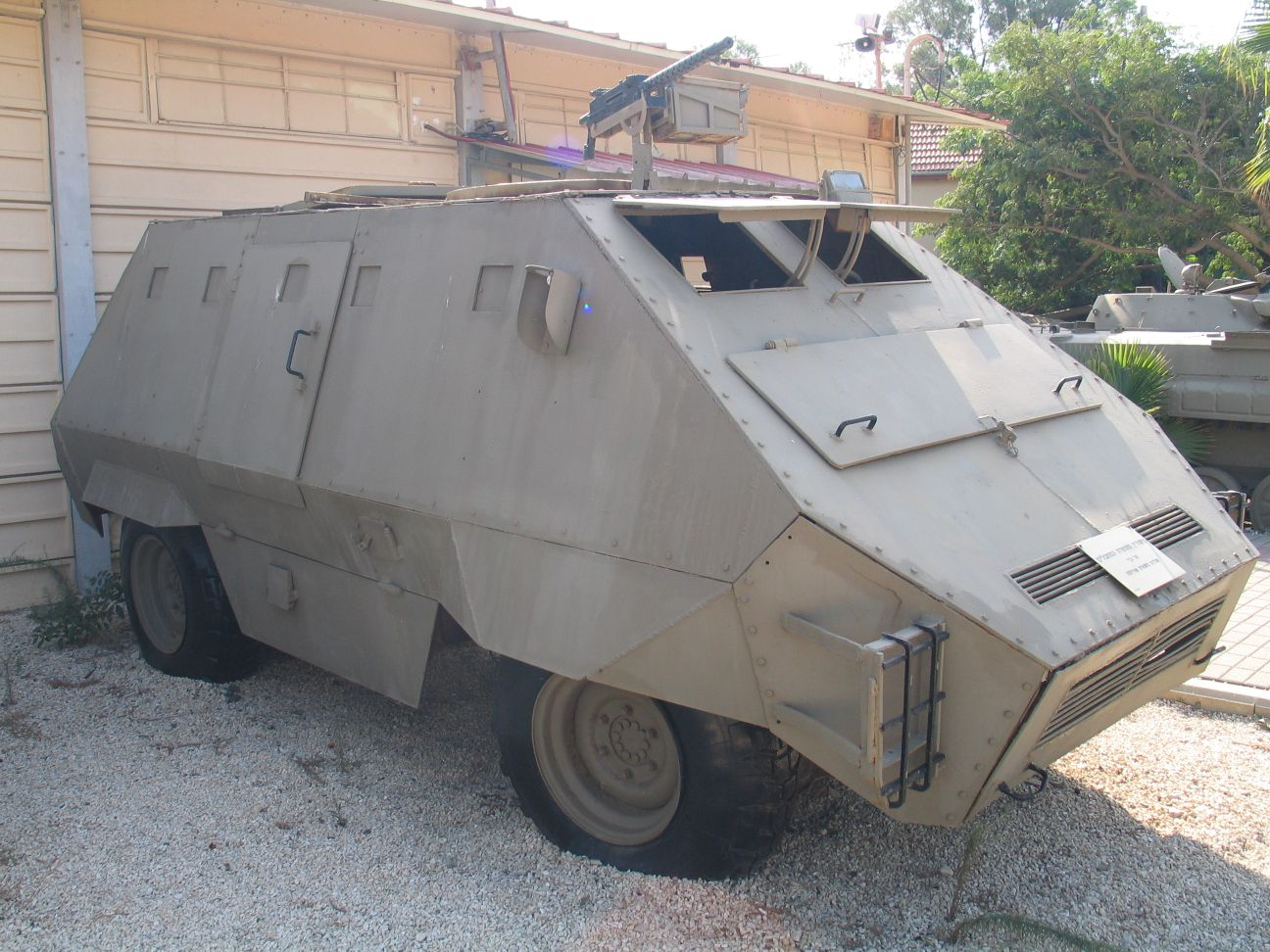
イスラエルの軍事博物館に展示されているUR-416
アラブ人の民兵組織が使用していたもの

UR-416は、1969年に西ドイツのティッセン・ヘンシェル社が開発した装甲兵員輸送車である。UR-416は、ウニモグのシャーシを基にして設計された。

## 歴史
ドイツ国外のウニモグ採用国の多くは、自国の軍や警察などで使用するためのウニモグをベースとした装甲車の登場を待ちわびていた。その期待に応えて、1965年からウニモグをベースとした四輪式の装甲車が設計された。1969年にはUR-416の量産が開始され、1,036両が製造されたが、そのほとんどは海外に輸出された。
西ドイツ国内では、主に警察の機動隊に配備されており、ドイツ連邦軍（Bundeswehr）がUR-416を採用することはなかった。西ドイツ警察のUR-416は、後にTM-170に更新されている。
UR-416の武装は主に機関銃であるが、放水砲ないし20mm機関砲を装備した砲塔を搭載することも可能であり、戦場救急車や指揮通信車、整備・修理用車両、国内治安任務用車両などの派生型が存在する。

## 採用国
すでに退役させた国を含む。
- アルゼンチン
- エクアドル - 2024年時点で、エクアドル陸軍が32両のUR-416を保有[1]。
- エルサルバドル - 2024年時点で、エルサルバドル陸軍が8両のUR-416を保有[2]。
- ドイツ - 警察の機動隊で運用。
- ギリシャ
- ケニア
- モロッコ
- オランダ
- パキスタン - National Guardが保有。
- ペルー
- フィリピン
- カタール
- サウジアラビア
- スペイン
- トーゴ
- トルコ - ジャンダルマで運用。
- ベネズエラ - 国家警備隊で運用。
- パレスチナ - レバノン国内でPLOが少数使用。
- ジンバブエ - 旧ローデシア軍の車両を継承。
- 日本 - 東京消防庁において「耐熱救助車」として運用。